# جورج تاليافيرو وارد
جورج تاليافيرو وارد (بالإنجليزية: George Taliaferro Ward)‏ هو سياسي أمريكي، ولد في 8 يناير 1810 في الولايات المتحدة، وتوفي في 5 مايو 1862 في نفس البلد.